# Землетрясение на Камчатке (1997)
Землетрясение на Камчатке (1997), Кроноцкое землетрясение — землетрясение магнитудой 7.9, произошедшее 5 декабря 1997 года в 11:26 по UTC (23:26 по местному времени). Землетрясение не вызвало цунами и почти не нанесло ущерба.

## Итоги землетрясения

### Петропавловск-Камчатский
В городе Петропавловск-Камчатский землетрясение ощущалось примерно 40 секунд. В некоторых домах в стенах появились маленькие трещины. В гостинице «Петропавловск-Камчатский» появились трещины толщиной до 1 сантиметров в цокольном этаже, а также заело лифт.

### Сейсмостанция Кроноки
В момент землетрясения все служащие станции в панике выбежали из зданий. Попадали предметы с полок и в стене здания появились трещины, водопровод под зданием прорвался. Цунами не было, земля вокруг станции покрылась трещинами толщиной до 1 сантиметра.

### База лесников в поселке Кроноки
В поселке Кроноки, в результате землетрясения, в одном доме упала труба, у другого рухнула печь. Уровень воды в реках рядом с поселков повысился на 1 метр.

### Маяк Кроноцкий
Все люди находившиеся в маяке в момент землетрясения выбежали наружу. Появилось множество мелких трещин в перегородках, в основном в углах здания. Цунами замечено не было.